# Live from Birmingham – The 10,000 Light Years Tour
Live from Birmingham – The 10,000 Light Years Tour is een livealbum van John Lodge en zijn band. Lodge bracht in 2015 zijn tweede studioalbum uit, los van The Moody Blues. Met een band die ook deels dat album vol speelde gaf hij een concert in de Birmingham Town Hall, de plek waar Lodge ooit Buddy Holly had zien optreden. De gespeelde muziek bestaat uit liedjes uit de tijd van de Moody Blues en zijn (bescheiden) solocarrière. Het concert in Birmingham was het slot van een Britse tournee die liep van 2016 tot 2017. Na release volgde een korte tournee door de Verenigde Staten.

## Productie
Lodges dochter Emily was assistent-producer. Het hoesontwerp is van de hand van Roger Dean. Sommige uitgaven bevatten een dvd met concert en achtergrond.

## Musici
- John Lodge – basgitaar, zang
- Alan Hewitt – toetsinstrumenten, achtergrondzang
- Gordon Mashall – drumstel
- Norda Mullen – dwarsfluit, achtergrondzang, akoestische gitaar
- Tim Maple – gitaar
- Gemma Johnson - cello

## Muziek
| Nr. | Titel                                                                | Duur |
| --- | -------------------------------------------------------------------- | ---- |
| 1.  | Light Years Overture                                                 | 1:48 |
| 2.  | Steppin’ in the Slide Zone (album: Octave)                           | 4:58 |
| 3.  | In My Mind (album: 10,000 Light Years Ago)                           | 5:06 |
| 4.  | Lean On Me (Tonight) (album: Keys of the Kingdom)                    | 4:48 |
| 5.  | Peak Hour (album: Days of Future Passed)                             | 3:45 |
| 6.  | Get Me Out of Here (album: 10,000 Light Years Ago)                   | 4:13 |
| 7.  | Simply Magic (album: 10,000 Light Years Ago)                         | 3:22 |
| 8.  | Candle of Life (album: To Our Children's Children's Children)        | 5:32 |
| 9.  | Saved By the Music (album: Blue Jays)                                | 6:21 |
| 10. | 10,000 Light Years Ago (album: 10,000 Light Years Ago)               | 5:35 |
| 11. | Nervous (album: Long Distance Voyager)                               | 5:33 |
| 12. | Gemini Dream (album: Long Distance Voyager)                          | 4:12 |
| 13. | Isn't Life Strange (album: Seventh Sojourn)                          | 7:56 |
| 14. | I'm Just a Singer (In a Rock and Roll Band) (album: Seventh Sojourn) | 5:28 |
| 15. | Ride My See-Saw (album: In Search of the Lost Chord)                 | 4:41 |